# Olten
Olten és un municipi del cantó de Solothurn (Suïssa), cap del districte d'Olten.

## Fills il·lustres
- Edward Munzinger (1831-1899) compositor de música
- Paul Hermann Müller (1899-1965), químic, Premi Nobel de Medicina o Fisiologia de 1948.